# Joseph Zada
Joseph Zada, ur. jako Joseph Cumpston (ur. 2005 w Sydney) – australijski aktor.

## Życiorys
Joseph urodził się i dorastał w Sydney w Australii. Jego ojcem jest Jeremy Cumpston, australijski doktor, reżyser i aktor, znany z roli Connora Costello w serialu Cena życia. Jessica Brentnall, matka Josepha, jest australijską producentką filmową. Zada ma trójkę rodzeństwa, w tym Hala Cumpstona, australijskiego aktora. Od swojej prababki ze strony ojca ma afgańsko-aborygeńskie pochodzenie.

## Kariera
W 2019 roku Joseph wystąpił w produkcji swojego ojca pt. Bilched. W 2023 roku wystąpił w filmie The Speedway Murders, w którym wcielił się w rolę Dana. W 2025 roku wystąpił w dziesięcioodcinkowym serialu Invisible Boys, w którym otrzymał główną rolę.
W kwietniu 2025 roku zostało ogłoszone, że Joeseph Zada wcieli się w rolę młodego Haymitcha Abernathy'ego w filmowej adaptacji książki Wschód śłońca w dzień dożynek, będącej najlepiej sprzedającym się prequelem serii Igrzyska śmierci.

## Filmografia

### Filmy
| Rok  | Tytuł                                          | Tytuł oryginalny                         | Rola               | Uwaga       | Źr.         |
| ---- | ---------------------------------------------- | ---------------------------------------- | ------------------ | ----------- | ----------- |
| 2019 | Bilched                                        | Bilched                                  | Tony               |             | [ 4 ] [ 5 ] |
| 2023 | The Speedway Murders                           | The Speedway Murders                     | Dan                |             | [ 5 ] [ 6 ] |
| 2026 | Igrzyska śmierci: Wschód słońca w dniu dożynek | The Hunger Games: Sunrise on the Reaping | Haymitch Abernathy | W produkcji | [ 8 ]       |

### Seriale
| Rok  | Tytuł          | Tytuł oryginalny | Rola            | Uwaga                       | Źr.         |
| ---- | -------------- | ---------------- | --------------- | --------------------------- | ----------- |
| 2024 | Total Control  | Total Control    | Daniel          | Rola gościnna, trzy odcinki | [ 10 ]      |
| 2025 | Invisible Boys | Inivisible Boys  | Charlie Roth    | Rola główna                 | [ 5 ] [ 7 ] |
| 2025 | We Were Liars  | We Were Liars    | Johnny Sinclair |                             | [ 11 ]      |
| 2026 | East of Eden   | East of Eden     | Cal Trask       | W produkcji                 | [ 12 ]      |